# Domènec Teixidor
Domènec Teixidor (* um 1685; † 1737 in Lleida) war ein katalanischer Organist, Kapellmeister und Komponist des Barock. Es hinterließ musiktheoretische Werke und zahlreiche religiöse Kompositionen.

## Leben und Werk
Wo Domènec Teixidor seine musikalische Ausbildung erfahren hat, ist nicht bekannt. Erstmals erwähnt wird er 1706 in Verbindung mit seiner Bewerbung und in dem Besetzungswettbewerb um die Organistenstelle an der Barceloneser Kirche Santa Maria del Mar. 1715 wurde er auf die Organistenstelle an der Kathedrale von Lleida berufen, als Nachfolger von Francesc Vidal. Im folgenden Jahr übernahm er dort von Gabriel Argany auch die Stelle des Kapellmeisters. Er hielt diese Stelle bis zu seinem Tod.
Die in den Archiven der Kathedrale von Lleida und in der Biblioteca de Catalunya aufbewahrten Werke von Domènec Teixidor zeigen, dass er sehr gute Kenntnisse der Musik seiner Zeit hatte. Er schuf zahlreiche religiöse Kompositionen und insbesondere Villancets. Bemerkenswert sind seine elfstimmige Vertonung des Psalms Benedictus Dominus und eine Improvisation für Orgel.
In zwei Schriften von 1716 und 1718 anlässlich der Kontroverse um die Messe Scala Aretina von Francesc Valls bezog Teixidor Stellung für Valls und die Freiheit des Künstlers.